# Liste der Orte im Landkreis Donau-Ries
Die Liste der Orte im Landkreis Donau-Ries listet die 385 amtlich benannten Gemeindeteile (Hauptorte, Kirchdörfer, Pfarrdörfer, Dörfer, Weiler und Einöden) im Landkreis Donau-Ries auf.

## Systematische Liste
- Alerheim mit 7 Gemeindeteilen:
  - Pfarrdörfer Alerheim und Bühl i.Ries
  - Kirchdörfer Rudelstetten und Wörnitzostheim
  - Weiler Anhauserhöfe und Schloßruine
  - Einöde Wennenmühle

- Amerdingen mit 4 Gemeindeteilen:
  - Pfarrdörfer Amerdingen und Bollstadt
  - Einöden Seelbronn und Sternbach

- Asbach-Bäumenheim mit 5 Gemeindeteilen:
  - Pfarrdorf Asbach
  - Dorf Hamlar
  - Kolonie Meyfried
  - Einöde Königsmühle
  - Sonstiger Ort Bäumenheim

- Auhausen mit 9 Gemeindeteilen:
  - Pfarrdorf Auhausen
  - Kirchdörfer Dornstadt und Hirschbrunn
  - Dorf Lochenbach
  - Weiler Wachfeld und Zirndorf
  - Einöden Heuhof und Pfeifhof
  - Forsthaus Linkersbaindt

- Buchdorf mit 2 Gemeindeteilen:
  - Pfarrdörfer Baierfeld und Buchdorf

- Daiting mit 6 Gemeindeteilen:
  - Pfarrdorf Daiting
  - Kirchdörfer Hochfeld, Reichertswies, Unterbuch und Natterholz
  - Einöde Nachermühle

- Deiningen mit 4 Gemeindeteilen:
  - Pfarrdorf Deiningen
  - Einöden Hohhof, Klosterzimmern und Möderhof

- Große Kreisstadt Donauwörth mit 34 Gemeindeteilen:
  - Hauptort Donauwörth
  - Pfarrdörfer Auchsesheim, Berg, Nordheim, Riedlingen, Schäfstall, Wörnitzstein, Zirgesheim und Zusum
  - Dorf Felsheim
  - Weiler Binsberg, Dittelspoint, Huttenbach, Lederstatt, Neudegg, Osterweiler, Posthof, Schöttle, Spindelhof, Stillberghof und Walbach
  - Einöden Eckhof, Karweiserhof, Kreuzhof, Lehenhof, Maggenhof, Quellhaus, Ramhof, Reichertsweiler, Schiesserhof, Schwadermühle, Schwarzenberg, Schweizerhof und Seibertsweiler

- Ederheim 10 Gemeindeteilen:
  - Pfarrdörfer Ederheim und Hürnheim
  - Kirchdorf Christgarten
  - Dorf Thalmühle
  - Weiler Anhausen
  - Einöden Betzenmühle, Hoppelmühle, Pulvermühle und Reismühle
  - Ruine Niederhaus

- Ehingen a.Ries mit 7 Gemeindeteilen:
  - Pfarrdorf Ehingen a.Ries
  - Kirchdorf Belzheim
  - Einöden Beutenmühle, Jägerhaus, Riedmühle, Schaffhausen und Weihermühle

- Forheim mit 2 Gemeindeteilen:
  - Pfarrdörfer Aufhausen und Forheim

- Fremdingen mit 15 Gemeindeteilen:
  - Pfarrdörfer Fremdingen, Hausen, Hochaltingen und Schopflohe
  - Kirchdörfer Herblingen und Seglohe
  - Dörfer Bühlingen und Enslingen
  - Weiler mit Kirche Raustetten
  - Weiler Eitersberg und Hochstadt
  - Einöden Grünhof, Nonnenbergmühle (Jonasmühle), Oppersberg und Uttenstetten

- Fünfstetten mit 10 Gemeindeteilen:
  - Pfarrdorf Fünfstetten
  - Kirchdörfer Heidmersbrunn und Nußbühl
  - Einöden Asbacherhof, Biberhof, Ingershof, Mittelwegerhof, Obere Beutmühle, Rothenbergerhof und Untere Beutmühle

- Genderkingen mit 8 Gemeindeteilen:
  - Pfarrdorf Genderkingen
  - Einöden Bauernhannes, Breitwangerhof, Donaulenz, Eichmühle, Heicheltoni, Lehenbauer und Urfahrhof

- Hainsfarth mit 7 Gemeindeteilen:
  - Pfarrdorf Hainsfarth
  - Kirchdorf Steinhart
  - Weiler Wornfeld
  - Einöden Aumühle, Fürfällmühle, Hasenmühle und Ziegelhütte

- Stadt Harburg (Schwaben) mit 25 Gemeindeteilen:
  - Hauptort Harburg (Schwaben)
  - Pfarrdörfer Ebermergen, Heroldingen, Hoppingen, Mauren und Mündling
  - Kirchdorf Großsorheim
  - Dörfer Brünsee, Möggingen, Ronheim und Schrattenhofen
  - Weiler Katzenstein, Kratzhof, Listhof, Marbach, Obere Reismühle und Spielberg
  - Einöden Brennhof, Bühlhof, Egermühle, Harthof, Olachmühle, Salchhof, Sonderhof und Untere Reismühle

- Hohenaltheim mit 8 Gemeindeteilen:
  - Pfarrdorf Hohenaltheim
  - Dorf Niederaltheim
  - Einöden Frohnmühle, Ganzenmühle, Karlshof, Mühlauhof, Schellenhof und Weiherhof

- Holzheim mit 8 Gemeindeteilen:
  - Pfarrdorf Holzheim
  - Kirchdörfer Pessenburgheim und Stadel
  - Dörfer Bergendorf und Riedheim
  - Einöden Bastlmühle, Todtenheim und Wickesmühle

- Huisheim mit 16 Gemeindeteilen:
  - Pfarrdörfer Gosheim und Huisheim
  - Weiler Angermühle, Lommersheim und Pflegermühle
  - Einöden Frühlingsmühle, Haunzenmühle, Herbermühle, Kriegsstatthof, Markhof, Mathesmühle, Mittelmühle, Schwalbmühle, Stadelmühle, Stoffelmühle und Ziegelhof

- Markt Kaisheim mit 12 Gemeindeteilen:
  - Hauptort Kaisheim
  - Pfarrdörfer Altisheim und Sulzdorf
  - Kirchdörfer Bergstetten, Gunzenheim, Hafenreut und Leitheim
  - Dorf Neuhof
  - Weiler Bertenbreit
  - Einöden Lehenweid, Quellgut und Riedelbergerhof

- Maihingen mit 5 Gemeindeteilen:
  - Pfarrdörfer Maihingen und Utzwingen
  - Einöden Klostermühle, Langenmühle und Lochmühle

- Marktoffingen mit 5 Gemeindeteilen:
  - Pfarrdörfer Marktoffingen und Minderoffingen
  - Weiler Wengenhausen
  - Einöden Ramstein und Schnabelhöfe

- Marxheim mit 12 Gemeindeteilen:
  - Pfarrdörfer Lechsend und Marxheim
  - Kirchdörfer Burgmannshofen, Gansheim, Neuhausen und Schweinspoint
  - Dörfer Bruck und Graisbach
  - Weiler Übersfeld
  - Einöden Berg, Boschenmühle und Erlhöfe

- Megesheim mit 3 Gemeindeteilen:
  - Pfarrdorf Megesheim
  - Weiler Lerchenbühl und Unterappenberg

- Mertingen mit 6 Gemeindeteilen:
  - Pfarrdorf Mertingen
  - Kirchdörfer Druisheim und Heißesheim
  - Weiler Überfeldsiedlung
  - Gut Burghöfe
  - Einöde Hagenmühle

- Mönchsdeggingen mit 7 Gemeindeteilen:
  - Pfarrdörfer Mönchsdeggingen, Schaffhausen und Untermagerbein
  - Dörfer Merzingen, Rohrbach, Thurneck und Ziswingen

- Stadt Monheim mit 13 Gemeindeteilen:
  - Hauptort Monheim
  - Pfarrdörfer Flotzheim, Weilheim und Wittesheim
  - Kirchdörfer Itzing, Kölburg, Rehau, Ried und Warching
  - Dörfer Kreut, Liederberg und Rothenberg
  - Weiler Hagenbuch

- Möttingen mit 8 Gemeindeteilen:
  - Pfarrdörfer Appetshofen, Balgheim, Kleinsorheim und Möttingen
  - Kirchdorf Enkingen
  - Dorf Lierheim
  - Einöden Betzenmühle und Donismühle

- Munningen mit 7 Gemeindeteilen:
  - Pfarrdorf Laub
  - Kirchdörfer Munningen und Schwörsheim
  - Dorf Haid
  - Einöden Eulenhof, Faulenmühle und Ziegelmühle

- Münster mit 3 Gemeindeteilen:
  - Pfarrdorf Münster
  - Güter Hemerten und Sulz

- Niederschönenfeld mit 4 Gemeindeteilen:
  - Pfarrdörfer Feldheim und Niederschönenfeld
  - Weiler Wörthen
  - Einöde Lechbrücke

- Große Kreisstadt Nördlingen mit 17 Gemeindeteilen:
  - Hauptort Nördlingen
  - Pfarrdörfer Baldingen, Dürrenzimmern, Grosselfingen, Herkheim, Holheim, Kleinerdlingen, Löpsingen, Nähermemmingen, Pfäfflingen und Schmähingen
  - Einöden Bruckmühle, Grünenbaind, Hobelmühle, Klötzenmühle, Walkmühle und Wiesmühle

- Oberndorf a.Lech mit 5 Gemeindeteilen:
  - Pfarrdorf Oberndorf a.Lech
  - Kirchdorf Eggelstetten
  - Dorf Flein
  - Siedlung Moorsiedlung
  - Einöde Holzmühle

- Stadt Oettingen i.Bay. mit 12 Gemeindeteilen:
  - Hauptort Oettingen i.Bay.
  - Pfarrdorf Lehmingen
  - Kirchdorf Heuberg
  - Dörfer Erlbach, Niederhofen und Nittingen
  - Weiler Bettendorf, Breitenlohe, Lohe und Siegenhofen
  - Einöden Mörsbrunn und Seehof

- Otting mit 4 Gemeindeteilen:
  - Pfarrdorf Otting
  - Weiler Dattenbrunn und Weilheimerbach
  - Einöde Henthalhof

- Stadt Rain mit 24 Gemeindeteilen:
  - Hauptort Rain
  - Pfarrdörfer Bayerdilling, Gempfing und Staudheim
  - Kirchdörfer Etting, Mittelstetten, Oberpeiching, Sallach, Unterpeiching, Wächtering und Wallerdorf
  - Dörfer Hagenheim und Überacker
  - Weiler Neuhof, Nördling und Tödting
  - Einöden Agathenzell, Brunnen, Hausen, Holzmühle, Kopfmühle, Sägmühle, Schlagmühle und Strauppen

- Reimlingen mit dem gleichnamigen Pfarrdorf

- Rögling mit dem gleichnamigen Pfarrdorf

- Tagmersheim mit 2 Gemeindeteilen:
  - Pfarrdörfer Blossenau und Tagmersheim

- Tapfheim mit 19 Gemeindeteilen:
  - Pfarrdörfer Donaumünster, Oppertshofen und Tapfheim
  - Kirchdörfer Brachstadt und Erlingshofen
  - Dorf Rettingen
  - Weiler Birkschwaige
  - Einöden Abtsholzerhof, Bauernhansenschwaige, Bergmühle, Bäldleschwaige, Dreiwinkelschwaige, Furtmühle, Hubelschwaige, Hundeschwaige, Kilischwaige, Obere Hoserschwaige, Rothhahnenschwaige und Untere Hoserschwaige

- Markt Wallerstein mit 6 Gemeindeteilen:
  - Hauptort Wallerstein
  - Pfarrdörfer Birkhausen und Munzingen
  - Kirchdorf Ehringen
  - Einöden Fasanerie und Fischmühle

- Wechingen mit 7 Gemeindeteilen:
  - Pfarrdörfer Fessenheim, Holzkirchen und Wechingen
  - Weiler Speckbrodi
  - Einöden Muttenauhof, Pfladermühle und Wolfsmühle

- Stadt Wemding mit 5 Gemeindeteilen:
  - Hauptort Wemding
  - Kirchdorf Amerbach
  - Weiler Amerbacherkreut
  - Einöde Wildbad
  - Wallfahrtskirche (-kapelle) Wallfahrt

- Wolferstadt mit 10 Gemeindeteilen:
  - Pfarrdorf Wolferstadt
  - Kirchdorf Hagau
  - Dorf Zwerchstraß
  - Weiler Rothenberg, Steinbühl und Waldstetten
  - Einöden Brenneisenmühle, Erlachhöfe, Jackermühle und Spitzmühle

## Alphabetische Liste
In Fettschrift erscheinen die Orte, die namengebend für die Gemeinde sind.

### A
- Abtsholzerhof zu Tapfheim
- Agathenzell zu Rain
- Alerheim
- Altisheim zu Kaisheim
- Amerbach zu Wemding
- Amerbacherkreut zu Wemding
- Amerdingen
- Angermühle zu Huisheim
- Anhausen zu Ederheim
- Anhauserhöfe zu Alerheim
- Appetshofen zu Möttingen
- Asbach zu Asbach-Bäumenheim
- Asbacherhof zu Fünfstetten
- Auchsesheim zu Donauwörth
- Aufhausen zu Forheim
- Auhausen
- Aumühle zu Hainsfarth

### B
- Baierfeld zu Buchdorf
- Baldingen zu Nördlingen
- Balgheim zu Möttingen
- Bastlmühle zu Holzheim
- Bauernhannes zu Genderkingen
- Bauernhansenschwaige zu Tapfheim
- Bäumenheim zu Asbach-Bäumenheim
- Bayerdilling zu Rain
- Belzheim zu Ehingen a.Ries
- Berg zu Donauwörth
- Berg zu Marxheim
- Bergendorf zu Holzheim
- Bergmühle zu Tapfheim
- Bergstetten zu Kaisheim
- Bertenbreit zu Kaisheim
- Bettendorf zu Oettingen i.Bay.
- Betzenmühle zu Ederheim
- Betzenmühle zu Möttingen
- Beutenmühle zu Ehingen a.Ries
- Beutmühle (obere) zu Fünfstetten
- Beutmühle (untere) zu Fünfstetten
- Biberhof zu Fünfstetten
- Binsberg zu Donauwörth
- Birkhausen zu Wallerstein
- Birkschwaige zu Tapfheim
- Blossenau zu Tagmersheim
- Böldleschwaige zu Tapfheim
- Bollstadt zu Amerdingen
- Boschenmühle zu Marxheim
- Brachstadt zu Tapfheim
- Breitenlohe zu Oettingen i.Bay.
- Breitwangerhof zu Genderkingen
- Brenneisenmühle zu Wolferstadt
- Brennhof zu Harburg (Schwaben)
- Bruck zu Marxheim
- Bruckmühle zu Nördlingen
- Brunnen zu Rain
- Brünsee zu Harburg (Schwaben)
- Buchdorf
- Bühl im Ries zu Alerheim
- Bühlhof zu Harburg (Schwaben)
- Bühlingen zu Fremdingen
- Burghöfe zu Mertingen
- Burgmannshofen zu Marxheim

### C
- Christgarten zu Ederheim

### D
- Daiting
- Dattenbrunn zu Otting
- Deiningen
- Dittelspoint zu Donauwörth
- Donaulenz zu Genderkingen
- Donaumünster zu Tapfheim
- Donauwörth
- Donismühle zu Möttingen
- Dornstadt zu Auhausen
- Dreiwinkelschwaige zu Tapfheim
- Druisheim zu Mertingen
- Dürrenzimmern zu Nördlingen

### E
- Ebermergen zu Harburg (Schwaben)
- Eckhof zu Donauwörth
- Ederheim
- Egermühle zu Harburg (Schwaben)
- Eggelstetten zu Oberndorf a.Lech
- Ehingen a.Ries
- Ehringen zu Wallerstein
- Eichmühle zu Genderkingen
- Eitersberg zu Fremdingen
- Enkingen zu Möttingen
- Enslingen zu Fremdingen
- Erlachhöfe zu Wolferstadt
- Erlbach zu Oettingen i.Bay.
- Erlhöfe zu Marxheim
- Erlingshofen zu Tapfheim
- Etting zu Rain
- Eulenhof zu Munningen

### F
- Fasanerie zu Wallerstein
- Faulenmühle zu Munningen
- Feldheim zu Niederschönenfeld
- Felsheim zu Donauwörth
- Fessenheim zu Wechingen
- Fischmühle zu Wallerstein
- Flein zu Oberndorf a.Lech
- Flotzheim zu Monheim
- Forheim
- Fremdingen
- Frohnmühle zu Hohenaltheim
- Frühlingsmühle zu Huisheim
- Fünfstetten
- Fürfällmühle zu Hainsfarth
- Furtmühle zu Tapfheim

### G
- Gansheim zu Marxheim
- Ganzenmühle zu Hohenaltheim
- Gempfing zu Rain
- Genderkingen
- Gosheim zu Huisheim
- Graisbach zu Marxheim
- Grosselfingen im Ries zu Nördlingen
- Großsorheim zu Harburg (Schwaben)
- Grünenbaind zu Nördlingen
- Grünhof zu Fremdingen
- Gunzenheim zu Kaisheim

### H
- Hafenreut zu Kaisheim
- Hagau zu Wolferstadt
- Hagenbuch zu Monheim
- Hagenheim zu Rain
- Hagenmühle zu Mertingen
- Haid zu Munningen
- Hainsfarth
- Hamlar zu Asbach-Bäumenheim
- Harburg
- Harthof zu Harburg (Schwaben)
- Hasenmühle zu Hainsfarth
- Haunzenmühle zu Huisheim
- Hausen zu Fremdingen
- Hausen zu Rain
- Heicheltoni zu Genderkingen
- Heidmersbrunn zu Fünfstetten
- Heißesheim zu Mertingen
- Hemerten zu Münster
- Henthalhof zu Otting
- Herbermühle zu Huisheim
- Herblingen zu Fremdingen
- Herkheim zu Nördlingen
- Heroldingen zu Harburg (Schwaben)
- Heuberg zu Oettingen i.Bay.
- Heuhof zu Auhausen
- Hirschbrunn zu Auhausen
- Hobelmühle zu Nördlingen
- Hochaltingen zu Fremdingen
- Hochfeld zu Daiting
- Hochstadt zu Fremdingen
- Hohenaltheim
- Hohhof zu Deiningen
- Holheim zu Nördlingen
- Holzheim
- Holzkirchen zu Wechingen
- Holzmühle zu Oberndorf a.Lech
- Holzmühle zu Rain
- Hoppelmühle zu Ederheim
- Hoppingen zu Harburg (Schwaben)
- Hubelschwaige zu Tapfheim
- Huisheim
- Hundeschwaige zu Tapfheim
- Hürnheim zu Ederheim
- Huttenbach zu Donauwörth

### I
- Ingershof zu Fünfstetten
- Itzing zu Monheim

### J
- Jackermühle zu Wolferstadt
- Jägerhaus zu Ehingen a.Ries

### K
- Kaisheim
- Karlshof zu Hohenaltheim
- Karweiserhof zu Donauwörth
- Katzenstein zu Harburg (Schwaben)
- Kilischwaige zu Tapfheim
- Kleinerdlingen zu Nördlingen
- Kleinsorheim zu Möttingen
- Klostermühle zu Maihingen
- Klosterzimmern zu Deiningen
- Klötzenmühle zu Nördlingen
- Kölburg zu Monheim
- Königsmühle zu Asbach-Bäumenheim
- Kopfmühle zu Rain
- Kratzhof zu Harburg (Schwaben)
- Kreut zu Monheim
- Kreuzhof zu Donauwörth
- Kriegsstatthof zu Huisheim

### L
- Langenmühle zu Maihingen
- Laub zu Munningen
- Lechbrücke zu Niederschönenfeld
- Lechsend zu Marxheim
- Lederstatt zu Donauwörth
- Lehenbauer zu Genderkingen
- Lehenhof zu Donauwörth
- Lehenweid zu Kaisheim
- Lehmingen zu Oettingen i.Bay.
- Leitheim zu Kaisheim
- Lerchenbühl zu Megesheim
- Liederberg zu Monheim
- Lierheim zu Möttingen
- Linkersbaindt zu Auhausen
- Listhof zu Harburg (Schwaben)
- Lochenbach zu Auhausen
- Lochmühle zu Maihingen
- Lohe zu Oettingen i.Bay.
- Lommersheim zu Huisheim
- Löpsingen zu Nördlingen

### M
- Maggenhof zu Donauwörth
- Maihingen
- Marbach zu Harburg (Schwaben)
- Markhof zu Huisheim
- Marktoffingen
- Marxheim
- Mathesmühle zu Huisheim
- Mauren zu Harburg (Schwaben)
- Megesheim
- Mertingen
- Merzingen zu Mönchsdeggingen
- Meyfried zu Asbach-Bäumenheim
- Minderoffingen zu Marktoffingen
- Mittelmühle zu Huisheim
- Mittelstetten zu Rain
- Mittelwegerhof zu Fünfstetten
- Möderhof zu Deiningen
- Möggingen zu Harburg (Schwaben)
- Mönchsdeggingen
- Monheim
- Moorsiedlung zu Oberndorf a.Lech
- Mörsbrunn zu Oettingen i.Bay.
- Möttingen
- Mühlauhof zu Hohenaltheim
- Mündling zu Harburg (Schwaben)
- Munningen
- Münster
- Munzingen zu Wallerstein
- Muttenauhof zu Wechingen

### N
- Nachermühle zu Daiting
- Nähermemmingen zu Nördlingen
- Natterholz zu Daiting
- Neudegg zu Donauwörth
- Neuhausen zu Marxheim
- Neuhof zu Kaisheim
- Neuhof zu Rain
- Niederaltheim zu Hohenaltheim
- Niederhaus zu Ederheim
- Niederhofen zu Oettingen i.Bay.
- Niederschönenfeld
- Nittingen zu Oettingen i.Bay.
- Nonnenbergmühle zu Fremdingen
- Nordheim zu Donauwörth
- Nördling zu Rain
- Nördlingen
- Nußbühl zu Fünfstetten

### O
- Obere Hoserschwaige zu Tapfheim
- Oberndorf am Lech
- Oberpeiching zu Rain
- Oettingen i.Bay.
- Olachmühle zu Harburg (Schwaben)
- Oppersberg zu Fremdingen
- Oppertshofen zu Tapfheim
- Osterweiler zu Donauwörth
- Otting

### P
- Pessenburgheim zu Holzheim
- Pfäfflingen zu Nördlingen
- Pfeifhof zu Auhausen
- Pfladermühle zu Wechingen
- Pflegermühle zu Huisheim
- Posthof zu Donauwörth
- Pulvermühle zu Ederheim

### Q
- Quellgut zu Kaisheim
- Quellhaus zu Donauwörth

### R
- Rain
- Ramhof zu Donauwörth
- Ramstein zu Marktoffingen
- Raustetten zu Fremdingen
- Rehau zu Monheim
- Reichertsweiler zu Donauwörth
- Reichertswies zu Daiting
- Reimlingen
- Reismühle zu Ederheim
- Reismühle (obere) zu Harburg (Schwaben)
- Reismühle (untere) zu Harburg (Schwaben)
- Rettingen zu Tapfheim
- Ried zu Monheim
- Riedelbergerhof zu Kaisheim
- Riedheim zu Holzheim
- Riedlingen zu Donauwörth
- Riedmühle zu Ehingen a.Ries
- Rögling
- Rohrbach zu Mönchsdeggingen
- Ronheim zu Harburg (Schwaben)
- Rothenberg zu Monheim
- Rothenberg zu Wolferstadt
- Rothenbergerhof zu Fünfstetten
- Rothhahnenschwaige zu Tapfheim
- Rudelstetten zu Alerheim

### S
- Sägmühle zu Rain
- Salchhof zu Harburg (Schwaben)
- Sallach zu Rain
- Schaffhausen zu Ehingen a.Ries
- Schaffhausen zu Mönchsdeggingen
- Schäfstall zu Donauwörth
- Schellenhof zu Hohenaltheim
- Schiesserhof zu Donauwörth
- Schlagmühle zu Rain
- Schloßruine zu Alerheim
- Schmähingen zu Nördlingen
- Schnabelhöfe zu Marktoffingen
- Schopflohe zu Fremdingen
- Schöttle zu Donauwörth
- Schrattenhofen zu Harburg (Schwaben)
- Schwadermühle zu Donauwörth
- Schwalbmühle zu Huisheim
- Schwarzenberg zu Donauwörth
- Schweinspoint zu Marxheim
- Schweizerhof zu Donauwörth
- Schwörsheim zu Munningen
- Seehof zu Oettingen i.Bay.
- Seelbronn zu Amerdingen
- Seglohe zu Fremdingen
- Seibertsweiler zu Donauwörth
- Siegenhofen zu Oettingen i.Bay.
- Sonderhof zu Harburg (Schwaben)
- Speckbrodi zu Wechingen
- Spielberg zu Harburg (Schwaben)
- Spindelhof zu Donauwörth
- Spitzmühle zu Wolferstadt
- Stadel zu Holzheim
- Stadelmühle zu Huisheim
- Staudheim zu Rain
- Steinbühl zu Wolferstadt
- Steinhart zu Hainsfarth
- Sternbach zu Amerdingen
- Stillberghof zu Donauwörth
- Stoffelmühle zu Huisheim
- Strauppen zu Rain
- Sulz zu Münster
- Sulzdorf zu Kaisheim

### T
- Tagmersheim
- Tapfheim
- Thalmühle zu Ederheim
- Thurneck zu Mönchsdeggingen
- Todtenheim zu Holzheim
- Tödting zu Rain

### U
- Überacker zu Rain
- Überfeldsiedlung zu Mertingen
- Übersfeld zu Marxheim
- Unterappenberg zu Megesheim
- Unterbuch zu Daiting
- Untere Hoserschwaige zu Tapfheim
- Untermagerbein zu Mönchsdeggingen
- Unterpeiching zu Rain
- Urfahrhof zu Genderkingen
- Uttenstetten zu Fremdingen
- Utzwingen zu Maihingen

### W
- Wachfeld zu Auhausen
- Wächtering zu Rain
- Walbach zu Donauwörth
- Waldstetten zu Wolferstadt
- Walkmühle zu Nördlingen
- Wallerdorf zu Rain
- Wallerstein
- Wallfahrt zu Wemding
- Warching zu Monheim
- Wechingen
- Weiherhof zu Hohenaltheim
- Weihermühle zu Ehingen a.Ries
- Weilheim zu Monheim
- Weilheimerbach zu Otting
- Wemding
- Wengenhausen zu Marktoffingen
- Wennenmühle zu Alerheim
- Wickesmühle zu Holzheim
- Wiesmühle zu Nördlingen
- Wildbad zu Wemding
- Wittesheim zu Monheim
- Wolferstadt
- Wolfsmühle zu Wechingen
- Wornfeld zu Hainsfarth
- Wörnitzostheim zu Alerheim
- Wörnitzstein zu Donauwörth
- Wörthen zu Niederschönenfeld

### Z
- Ziegelhof zu Huisheim
- Ziegelhütte zu Hainsfarth
- Ziegelmühle zu Munningen
- Zirgesheim zu Donauwörth
- Zirndorf zu Auhausen
- Ziswingen zu Mönchsdeggingen
- Zusum zu Donauwörth
- Zwerchstraß zu Wolferstadt